# Aleke Banda

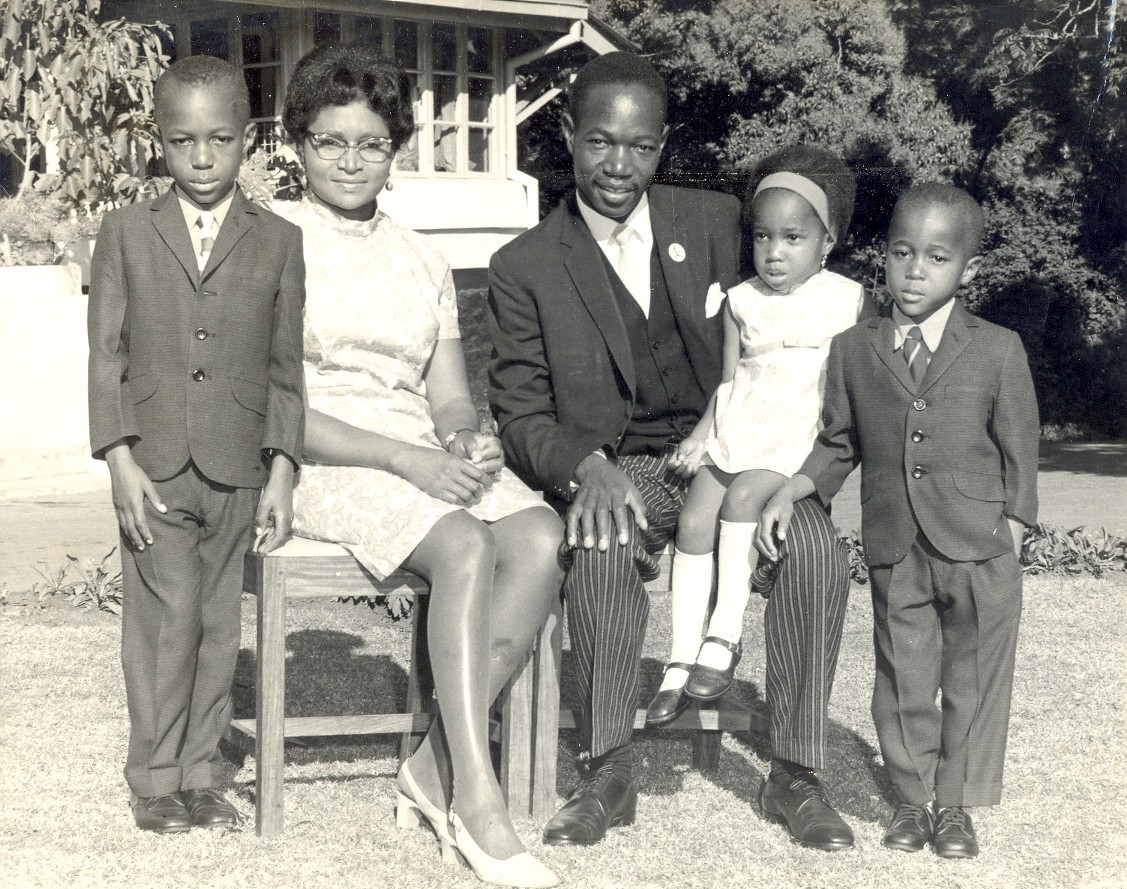
Aleka Banda mit Familie (Datum unbekannt)

Aleke Kadonaphani Banda (* 19. September 1939 in Livingstone, Nordrhodesien; † 9. April 2010 in Johannesburg) war ein malawischer Politiker und Unternehmer.

## Leben
Bandas Familie stammt aus dem Njassaland, er besuchte jedoch eine Missionsschule im südrhodesischen Que Que und die  Globe And Phoenix School im selben Ort. Sein Vater war ein Angestellter der Moss Mine unweit von Que Que.
Bereits als Schüler entfaltete Aleke Banda vielfältige Aktivitäten, so als Verantwortlicher der Schülerzeitschrift, Schulsprecher und in der christlichen Gemeinde. Der begeisterte Anhänger von Jomo Kenyatta, und mit dem gleichnamigen Präsidenten des späteren Malawi nicht verwandt, war bereits als Teenager mit 15 Jahren regionaler Sekretär des 1944 gegründeten Nyassaland National Congress (NAC) und engagierte sich schreibend gegen eine Föderation von Njassaland mit Nord- und Südrhodesien. Im Jahr 1955 bestand er die Standard-6-Prüfung als bester Schüler und ging danach an die Inyati Secondary School in Bulawayo (Südrhodesien). In diesen jungen Lebensjahren nahm sein politisches Interesse stark zu. Das führte zu Aktivitäten in der Alumni-Organisation seiner ehemaligen Schule in Que Que und zur Wiederbelebung der Southern Rhodesian African Students Association. Als Redakteur der Schülerzeitung hatte er ständigen Ärger mit Behörden.
1959 wurde die Southern Rhodesian African Students Association verboten und Mitarbeiter des Rhodesian Criminal Investigation Department nahmen ihn ins Visier. Mit der Ausrufung des Ausnahmezustands wurde Banda verhaftet und in das Khami-Gefängnis bei Bulawayo gebracht, wo er auf andere führende Njassaland-Politiker traf. Die Behörden der Kronkolonie überstellten ihn in das britische Protektorat Njassaland, wo er wegen seines jugendlichen Alters wieder entlassen wurde. Er traf dort auf Orton Chirwa und gründete mit ihm am 30. September 1959 die Malawi Congress Party (MCP). Als Generalsekretär dieser Partei trug er dazu bei, dass sie innerhalb eines Jahres zur größten Partei im britischen Raum Central Africa wurde. In dieser Zeit startete Banda die Malawi News und wirkte seither als ihr Herausgeber.
Im Juli 1960 leitete Banda als Generalsekretär die MCP-Delegation bei der London Conference on Nyassaland. Als Dunduzu Chisiza (ehemaliger  Generalsekretär des NAC) aus dem Gefängnis freikam, überließ Banda ihm die Funktion an der Spitze der Partei und nahm den Posten des Stellvertreters ein. Im Dezember 1960 leitete er wieder eine Delegation in London zur Federal Review Conference. Trotz seiner Jugendhaftigkeit war er einer der einflussreichsten politischen Exponenten in Njassaland, eine Rolle, die auf seiner enormen intellektuellen Ausstrahlung und seinem einfallsreichen Organisationstalent beruhte.
Unter dem malawischen Präsidenten Hastings Banda war Aleke Banda zwölf Jahre lang ohne Anklage inhaftiert.
Nach Hastings Bandas Tod entwickelte er sich zu einer der Hauptpersonen bei der Einführung einer Mehrparteien-Demokratie. Er war als Parlamentsmitglied 1997 kurzzeitig Finanzminister und anschließend bis 2005 Landwirtschaftsminister seines Landes. Auch das Gesundheitsministerium unterstand ihm.

## Persönliches
Banda war als Unternehmer erfolgreich und besaß zwei große Verlage, darunter die Nation Publications Limited, und begründete Malawis erste Tageszeitung, The Malawi News. Er starb in Südafrika, wo er sich wegen Leukämie behandeln ließ, die auch seinen Rückzug aus der aktiven Politik verursacht hatte.
Sein Sohn Thoko Banda ist ebenfalls politisch aktiv geworden und wirkte bis 2014 als Botschafter Malawis in Simbabwe.